# Salix floccosa
Salix floccosa — вид квіткових рослин із родини вербових (Salicaceae).

## Морфологічна характеристика
Це невисокий кущ до 50 см заввишки, сильно розгалужений. Гілочки тьмяно-коричневі, у зрілому віці темніші, голі; молоді гілочки пухнасті. Листкова ніжка 6 мм, запушена; листкова пластинка обернено-яйцеподібна чи обернено-яйцеподібна, 2–5 × 1–2 см, абаксіально (низ) сірувато-біла ворсинчаста в молодості, адаксіально зелена, гола, часто блискуча, край цільний або зубчастий, верхівка тупа. Сережки кінцеві. Чоловіча сережка 1–3 см. Жіноча сережка ≈ 2 см.

## Середовище проживання
Тибет, Юньнань. Населяє чагарники; на висотах 3600–4000 метрів.